# Де ти, Багіро?
«Де ти, Багіро?» (рос. «Где ты, Багира?») — український радянський дитячий художній фільм 1977 року.

## Сюжет
Повертаючись з друзями зі школи, Таня побачила величезного сенбернара, що злісно гавкав. Так почалася дружба дівчинки й собаки Багіри…

## У ролях
- Іван Рижов —  Василь Кузьмич
- Анна Колбасова —  Таня
- Анна Васильєва —  Рита
- Павло Сілаков —  Толик
- Михайло Гаркавенко —  Віталік
- Теодор Рєзвой —  Федько
- Валентина Хмара —  Анна, мати Тані
- Олексій Ванін —  батько Тані

## Знімальна група
- Автор сценарію: Леонід Браславський
- Режисер:  Володимир Левін
- Оператор: Володимир Кромас
- Художник:  Олександр Токарєв
- Звукооператор: Анатолій Нетребенко